# Magda Konopka
Magda Konopka (ur. 1939 w Warszawie) – polska modelka i aktorka.

## Życiorys
Jej ojciec był lekarzem, matka właścicielką pensjonatu w Zakopanem. Od 1959 mieszkała w Londynie, gdzie rozpoczęła karierę modelki. Zadebiutowała w filmie w 1964 małą rólką w Beckecie Petera Glenville’a.
W 1965 wyjechała do Włoch. Zdobyła tam popularność jako modelka (w 1967 dwukrotnie znalazła się na okładce włoskiego magazynu „Tempo”) oraz aktorka. Pierwszym włoskim filmem, w którym wystąpiła, była czarna komedia Thrilling. W grudniu 1967 poślubiła milionera Jeana-Louisa Dessy’ego. Małżeństwo rozpadło się po trzech miesiącach, a Konopka zdecydowała się na powrót do Londynu. W 1968 zagrała główną rolę w ekranizacji włoskiego komiksu Satanik.
W 1970 wystąpiła w brytyjskim filmie przygodowym Gdy dinozaury władały światem obok Victorii Vetri i Imogen Hassall, popularnych w tym czasie pin-up girl. W maju 1970 jej zdjęcia zamieszczono w magazynie „Penthouse”. W 1971 powróciła do Włoch. W 1972 miała krótki romans z Seanem Connerym, co wzbudziło zainteresowanie prasy bulwarowej. Później cieniem na jej karierze położyły się problemy z alkoholem i włoską policją. Po raz ostatni pojawiła się w filmie w 1979.